# Personaggi di Zerocalcare
Segue un elenco dei personaggi creati dall'autore italiano Michele Rech, in arte Zerocalcare.

## Personaggi principali

### Zerocalcare
Alter ego dell'autore, è un fumettista residente a Rebibbia che racconta nelle storie le sue vicissitudini e turbamenti quotidiani. Spesso è oberato di lavoro e viene tormentato dai sensi di colpa. Le sue elucubrazioni interiori assumono l'aspetto di vari personaggi, in particolar modo quelle di un armadillo antropomorfo. 
Nel film La profezia dell'Armadillo è interpretato da Simone Liberati, e doppia sé stesso nelle serie animate.

### Armadillo
L'Armadillo ha l'aspetto di un armadillo antropomorfo gigante che "presta voce" ai pensieri di Zerocalcare, oltre che a rappresentare i suoi aspetti più negativi; occasionalmente viene sostituito da proiezioni mentali di diverse fattezze. L'autore ha spiegato di aver scelto tale animale come principale rappresentazione dei suoi pensieri per la sua natura introversa e perché è l'unico animale dello zoo di Roma che si può vedere gratuitamente.
Nel film La profezia dell'Armadillo è interpretato da Valerio Aprea, mentre è doppiato da Valerio Mastrandrea nelle serie animate.

## Altri personaggi

### Secco
Il miglior amico di Zerocalcare da quando sono bambini. Ha un carattere indifferente che lo porta in genere a interessarsi solo alle sue passioni, ossia le risse, le bombe carta e il gelato. Nel corso degli anni presenta una progressiva maturazione: all'inizio si guadagna da vivere giocando a poker online, successivamente ottiene un impiego come insegnante e ha un figlio con una donna, imparando ad assumersi delle responsabilità pur rimanendo di carattere pressoché invariato. Nella realtà alternativa di Dodici, Secco ha un ruolo di protagonista.
Il personaggio è una fusione di due diversi amici di Zerocalcare nella vita reale.
Nel film La profezia dell'Armadillo è interpretato da Pietro Castellitto, mentre nelle serie animate è doppiato da Zerocalcare e da Paolo Vivio.

### Sarah
La migliore amica di Zerocalcare da quando sono bambini, tende a mantenerlo sulla retta via consigliandolo e sostenendolo nei momenti di difficoltà.  Nonostante lo stretto legame con lui e Secco, alle volte mal sopporta i loro comportamenti. Ha sempre desiderato insegnare ma, nonostante gli studi, non è mai stata assunta, venendo costretta a lavorare in una fabbrica di spazzoloni del water; sembra successivamente riuscire a raggiungere l'obiettivo. Convive con la sua compagna, Stella. Come altri personaggi di Zerocalcare, è ispirata alle vite e personalità di vari persone da lui realmente conosciute. 
Nelle serie animate è doppiata da Zerocalcare e da Chiara Gioncardi. 

### Madre di Zerocalcare
Chiamata anche Genitore Uno, Signora Calcare o Lady Cocca, il suo vero nome è Elizabeth; viene raffigurata con l'aspetto di Lady Cocca, personaggio del film Disney Robin Hood, e ha lunghi capelli rossi che nasconde sotto il copricapo. Pur essendo molto premurosa e paziente, spesso dimostra un carattere di ferro nei confronti del figlio. Ha la fobia delle luci natalizie e ha difficoltà a maneggiare le tecnologie moderne, elemento che spesso porta lei e Zerocalcare a litigare. Originaria di Francia, da bambina ha condotto una vita da monade con i genitori e i fratelli prima di sistemarsi a Roma e laurearsi. Lei e il padre di Zerocalcare hanno divorziato quando il figlio era piccolo e ha cresciuto il figlio con la sua compagna.
Nel film La profezia dell'Armadillo è interpretata da Laura Morante:, mentre nelle serie animate è doppiata da Zerocalcare.

### Padre di Zerocalcare
Chiamato anche Genitore Due o Ping, dal suo aspetto ripreso dall'omonimo personaggio di Kung Fu Panda. Dopo aver divorziato con Elizabeth, ha trascorso meno tempo con il figlio, motivo per cui hanno molta difficoltà a comunicare e a esprimere reciprocamente i propri sentimenti. In apparenza è un individuo pacato e tranquillo, ma, in passato, ha partecipato attivamente agli Anni di Piombo. Tende a proiettare su Zerocalcare aspettative sportive e amorose che puntualmente falliscono. 

### Cinghiale
Un amico di vecchia data di Zerocalcare, Sarah e Secco, raffigurato con le fattezze di un cinghiale. Nutre da sempre una certa ossessione per il sesso, tanto da suggerirlo come risposta per ogni circostanza. Nel corso delle storie matura significativamente, sposandosi con una donna di nome Christine, con cui ha due figlie, e trasferendosi all'estero con lei. Originariamente concepito come "fusione" di due persone diverse, successivamente la base della sua caratterizzazione è diventata un singolo individuo.
Nelle serie animate è doppiato da Zerocalcare.

### Blanka
Un bambino delle medie a cui Zero dà ripetizioni, generalmente con scarsi risultati in quanto i loro incontri spesso sfociano in discussioni su altri argomenti. Il suo aspetto e nome derivano da quelli dell'omonimo personaggio di Street Fighter ; rappresenta una "sintesi" dei ragazzini a cui Zero ha dava ripetizioni.
Nel film La profezia dell'Armadillo è interpretato da Samuele Biscossi.

### Camille
Originaria di Tolosa, è il primo amore adolescenziale di Zerocalcare; da giovane frequentava lui e gli amici Secco e Greta. Da adulta si trasferisce via dall'Italia e perde i contatti con i suoi compagni. La sua morte prematura per anoressia porta Zerocalcare a realizzare il suo primo fumetto in sua memoria. Pur essendo attratto da lei, Zero non ha mai il coraggio di dichiararle i suoi sentimenti e il rimorso per non averlo fatto prima della sua morte lo perseguita con l'aspetto di un'inquietante entità.
Nel film La profezia dell'Armadillo è interpretata da Sofia Staderini.

### Amica Lemure
Un'amica di Zerocalcare che lavora nel settore della ristorazione. Ha la tendenza mal sopportata dall'autore di raccontare tutti i suoi sogni.
Nella serie Questo mondo non mi renderà cattivo è doppiata da Zerocalcare.

### Amico Supplì
Un amico di Zerocalcare dall'aspetto di un supplì, appassionato di fumetti e fantascienza. Nonostante sia di qualche anno più giovane di Zerocalcare, è più maturo della sua età, ed è tra i pochi personaggi di Zerocalcare ispirato a una singola persona.

### Greta
Una vecchia amica di Zerocalcare, Secco e Camille quando erano ragazzi. Da adulta ottiene un lavoro prestigioso e si trasferisce in centro città, perdendo i contatti con loro. Si riuniscono brevemente in occasione della morte di Camille, senza però ristabilire i rapporti a causa del divario sociale che si è creato tra loro.
Nel film La profezia dell'Armadillo è interpretata da Diana Del Bufalo.

### Corrado Persichetti
Rappresentato inizialmente come l'Uomo Marshmallow di Ghostbusters, è un bullo con cui Zero, Secco e Sarah sono andati a scuola da bambini. È un ragazzino violento e incontrollato, di famiglia benestante e in possesso di un'iguana domestica. Da adulto è incarcerato per tentato omicidio, ma riesce a evadere in occasione del funerale della maestra Arbizzati. Rappresenta una fusione di varie persone realmente conosciute da Zerocalcare.
In Strappare lungo i bordi è doppiato da Zerocalcare. 

### Giulia Cometti
Una compagna di classe di Zero, Secco e Sarah quando erano piccoli. Da bambina era molto popolare e aveva una rivalità con Sarah; quest'ultima, credendola responsabile di aver fatto la spia agli insegnanti su di lei con conseguente castigo (in realtà opera di Zero) si vendica con l'aiuto di Secco, diffondendo le pagine del suo diario segreto nel quale Giulia esprime la sua cotta per un certo "Tenebroso". L'accaduto porta Giulia a venire pesantemente ghettizzata dai compagni e a perdere il suo "status" anche nelle scuole successive, diventando schiva e introversa. Da adulta conduce una vita precaria e occasionalmente si mostra parte del gruppo di Zero, nonostante tendenzialmente venga poco considerata dagli altri.

### Huguette
La nonna materna di Zerocalcare e madre di Elizabeth, che ha contribuito a formare la sua passione per l'arte e per gli animali. Originaria di Nizza, è stata allevata da nobili russi trapiantati in Francia prima di sposarsi con un truffatore, con cui ha avuto tre figli e condotto una vita di spostamenti prima di stabilirsi a Roma. Zero apprende la sua storia dopo la sua morte.

### Lena
Un'amica di Zero quando sono adolescenti; rispetto agli altri membri del gruppo, è appassionata di cultura. Inizia una relazione con Arloc, con cui si lascia in seguito a una sua sfuriata di gelosia. In seguito a un incidente avvenuto con Osso e Paturnia, è costretta ad andarsene da Roma e si ricongiunge con Zero e gli amici solo anni dopo.

### Osso
Un amico di Zero quando è adolescente. È molto più grande degli altri membri del gruppo e, essendo un tossicodipendente, gli altri tendono a escluderlo. Lena gli amputa un dito dopo che l'ha messa in pericolo portandola al cospetto di Paturnia. In seguito fa pace con Lena e Arloc per quanto accaduto, ma muore di overdose subito dopo.

### Arloc
Un sedicenne con cui Zero fa amicizia quando ha diciassette anni. Ha una vita personale problematica e ciò si riflette nel suo comportamento, che spesso sfocia in attacchi d'ira violenti e imprevedibili. Inizia una relazione con Lena, la quale lo lascia a causa della sua gelosia. Successivamente, inizia a lavorare per conto di Paturnia e perde i contatti con Zero. Da adulto rimette in sesto la sua vita e ha una figlia piccola; si incontra con Zero, Osso e Lena per fare pace con il proprio passato.

### Paturnia
Incarnazione del "sottobosco criminale" di Roma, è un delinquente cocainomane dal comportamento imprevedibile, spesso dettato dalla droga. La sua presenza inquieta Zerocalcare e il suo gruppo quando sono giovani; cerca di assumere tra i suoi ranghi Arloc, minacciando Lena ritenendo che sia lei a convincere il ragazzino a evitarlo. Quando Lena riesce a fuggire tagliando un dito a Osso, Paturnia si aggira per le strade di Rebibbia armato di katana con l'intenzione di vendicarsi. In Dodici appare una sua versione alternativa più anziana, che aiuta i sopravvissuti a un'epidemia zombie a fuggire da Rebibbia.

### Katja
Membro del gruppo di Zerocalcare, appare per la prima volta nella realtà alternativa di Dodici come una residente di Roma nord che, rimasta a bloccata a Rebibbia durante una pandemia zombie, cerca di fuggire insieme a Secco e Cinghiale. Nella realtà "normale" ha una relazione di lunga data con Paturnia e vorrebbe avere un figlio con lui.

### Stella
La compagna di Sarah, ha le fattezze di Sailor Uranus, celebre personaggio lesbico di Sailor Moon. Originariamente viene usato per rappresentare una versione caricaturale delle persone "tossiche" in una relazione, ma successivamente assume un ruolo più profondo e sfaccettato.
Nella serie Questo mondo non mi renderà cattivo è doppiata da Zerocalcare.

### Alice
Un'amica di Zero, Secco e Sarah. Lei e Zero si conoscono da adolescenti e sviluppano per anni un'intensa amicizia, che sfocia in una cotta che nessuno dei due riesce mai a dichiarare all'altro. Originaria di Biella, Alice studia come fuorisede a Roma, fa volontariato per i bambini e pratica la boxe. Non potendo mantenersi, è costretta a tornare a vivere dai genitori e il peso della situazione la porta a suicidarsi. Nella palestra dove si allenava viene tenuto un memoriale dai suoi genitori, a cui partecipano anche Zero, Sarah e Secco.
In Strappare lungo i bordi è doppiata da Zerocalcare e da Veronica Puccio.

### Cesare
Un amico di Zero, Secco, Sarah e Cinghiale quando erano ragazzi. Di corporatura possente, frequenta Zerocalcare perché ha modo di esternare con lui le sue fragilità interiori. Perde i contatti con gli amici quando, diventato tossicodipendente, passa anni in una comunità per disintossicarsi. Quando esce, non riuscendo a trovare lavoro per la sua condizione passata, finisce per aderire ai movimenti neonazisti di Rebibbia e a scontrarsi con Zero e gli altri antifascisti. Durante una manifestazione che genera in uno scontro, Cesare viene assalito dagli altri neonazisti quando sostiene di non essere motivato da intolleranza verso gli immigrati, ma dal bisogno di un lavoro. Durante la rissa ferisce Ludovico, ma Zero e i suoi amici, pur riprendendo l'accaduto, decidono di tacere alle autorità per proteggere Cesare da ripercussioni legali.
Nella serie Questo mondo non mi renderà cattivo è doppiato da Zerocalcare.

### Ludovico
Uno dei ragazzini a cui Zero ha dato ripetizioni. Viene chiamato anche "ragazzino lucertola" per l'aspetto con cui viene rappresentato. Appartiene a una famiglia ricca e snob ed è figlio di "qualcuno di importante". Da adulto Zero scopre che è diventato un nazista e lo rincontra durante uno scontro di quartiere tra neonazisti e fascisti, durante il quale Ludovico viene colpito da Cesare. A causa della sua famiglia, la polizia cerca di risalire al colpevole, ma Zero e i suoi amici, pur essendone a conoscenza, non lo denunciano.
Nelle serie animate è doppiato da Zerocalcare.